# Óriás mamutfenyő

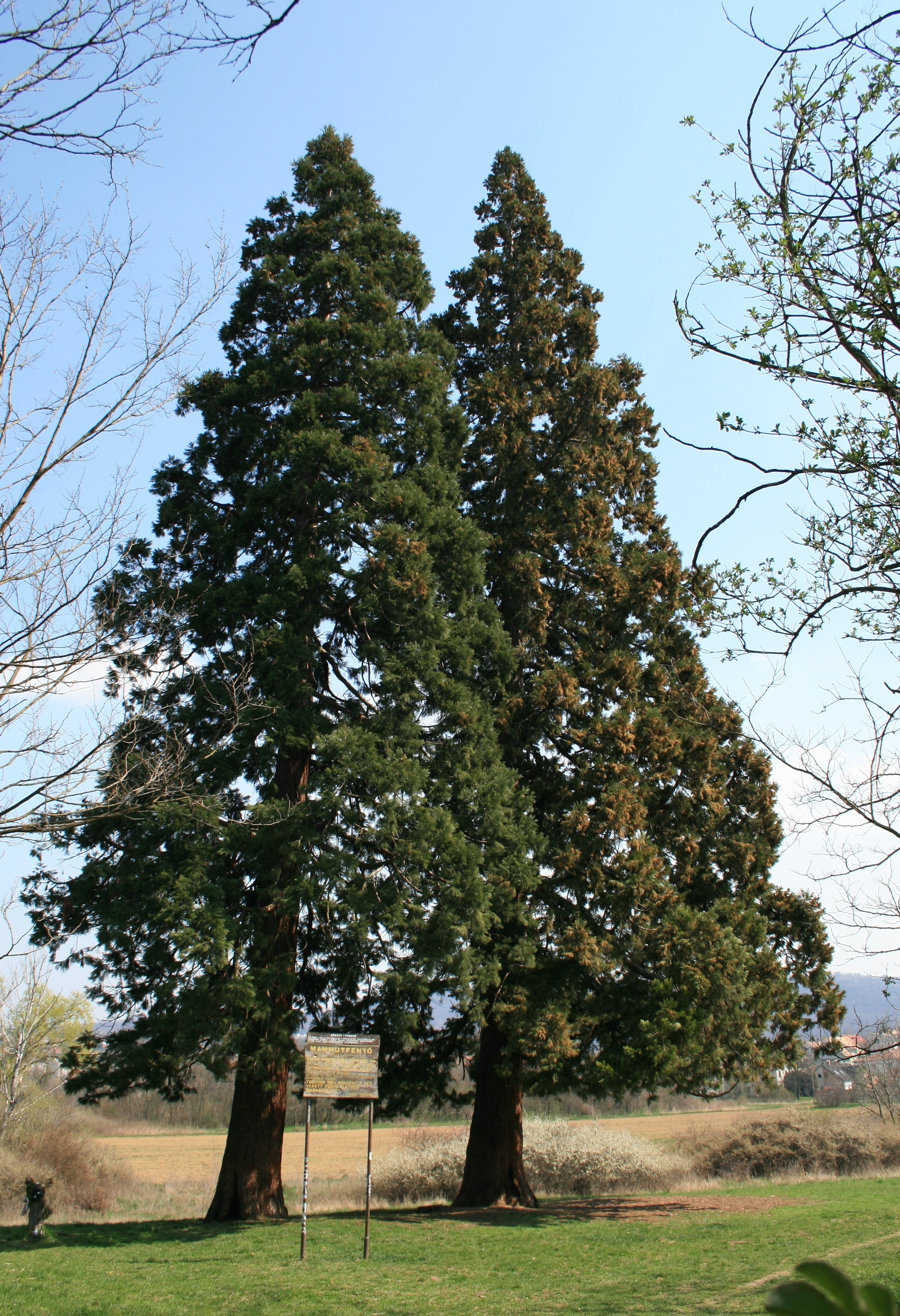
Két fiatal mamutfenyő Budakeszi közelében

Az óriás mamutfenyő vagy hegyi mamutfenyő (Sequoiadendron giganteum) régebben a mocsárciprusfélék (Taxodiaceae), manapság inkább a ciprusfélék (Cupressaceae) családjába sorolt Sequoiadendron nemzetség egyetlen élő faja. Régebben egyes szerzők közeli rokonával, az örökzöld mamutfenyővel egy nemzetségbe (Sequoia) sorolták Sequoia giganteum néven. Az angol redwood nevet – amit a tengerparti mamutfenyőre is használnak, és amit olykor tévesen vörösfenyőnek fordítanak – vöröses színű, rostosan foszló kérgéről kapta.
A Földön élő legnagyobb testtömegű élőlények ennek a fajnak a képviselői. A legöregebb ismert példány 3200 éves; törzsének átmérője 8,85 méter, magassága 93,6 méter, becsült tömege mintegy 1000 tonna.

## Elterjedése, élőhelye
Tipikus holarktikus faj; természetes elterjedési területét Kalifornia állam hegyvidékein találjuk 1400–2600 méterrel a tenger szintje fölött. Feltételezhetően a Sierra Nevada hegységből terjedt el.
Minden vadon élő állománya védett. Legnagyobb és legsűrűbb populációja a Sequoia Nemzeti Parkban, a Kings Canyonban nő. Itt sok nyolcvan méternél is magasabb, a hat méterhez közeli törzsátmérőjű példánya látható. A legnagyobb és legszebb példányok a Yosemite Nemzeti Parkban állnak.
Európába először a skót John D. Matthew hozta be a 19. század közepén. Az európai populáció alapját William Lobb vetette meg: az általa hozott magokból jóformán az egész kontinensre jutott.
Északi elterjedésének a hideg telek szabnak határt.

## Felfedezése
Az óriás mamutfenyőt először J. K. Leonard írta le 1833-ban, de nem határozta meg pontosan, hogy hol is látta a növényt. Ezután John M. Wooster számolt be róla. Első tudományos leírása John Lindley műve. Ő Wellingtonia giganteának nevezte el a fát, mert nem tudta, hogy a Wellingtonia név már foglalt (az azóta átkeresztelt Wellingtonia arnottiana számára). A Wellingtonia név máig fennmaradt Angliában mint a növény köznapi neve. A következő évben Joseph Decaisne Sequoia giganteának keresztelte át ugyancsak helytelenül, mert eddigre már a parti mamutfenyő kapta a Sequoia nemzetségnevet. Mai nevét 1939-ben adta J. Buchholz.

## Megjelenése
Bár rokona, az örökzöld mamutfenyő magasabbra nő, az óriás mamutfenyő törzse rendszerint vastagabb, ezért ezt tekintjük a Föld legnagyobb (tömegű) élőlényének. Magassága általában 50–85 m, törzsének átmérője 5–7 m; kivételesen 10 m-nél is több lehet. Magyarországon a legnagyobb példányok 30–40 méter magasak.
Zárt állományokban koronája keskeny, kúpos; lombja sötétzöld, tömött. Törzse egyenes, ágai szórtan nőnek (Józsa). A kisebb ligetekben, erdőkben növő fák alsóbb ágai az árnyékolás miatt elhalnak, ezek a fák felkopaszodnak. A magányosan álló növények koronája jóval szélesebb; alsó ágaik a fán maradnak.
Az idős fák vörösesbarna, barázdás, szálas szerkezetű, taplószerűen rugalmas, különlegesen puha kérge a törzs alapjánál akár 60 cm vastag is lehet. Ez a kéreg védi meg a fát az erdőtüzektől. Fiatal hajtásai szürkészöldek, később vörösbarnára színeződnek.
Kékes- vagy szürkészöld, rövid, ár alakú, pikkelyszerű levelei csavarvonalban, néha a hajtásra simulva nőnek.
Vörösesbarna toboza mintegy 4–8 cm hosszú és 3–5 cm széles, tojás alakú.

## Életmódja, termőhelye
Mélyre nyúló gyökérzete miatt jó vízgazdálkosdású, mély rétegű talajt kíván. Térigényes. Természetes élőhelyén évente 1150–1520 mm csapadék hullik, és ennek nagyobb része hó. Akár -30 °C hideget is képes elviselni, bár a fiatalabbak ilyen hidegben már károsodnak. A fiatal példányokat a jeges szelek károsíthatják, vagy akár el is pusztíthatják. Lengyelországban egy példány vastag hótakaró alatt -37 °C-ot is átvészelt. Kivételesen sokáig él; átlagos élettartama kb. 3000 év. A simatűjű szálkásfenyő felfedezéséig ezt a fajt tartották a Föld leghosszabb életű nem telepes szárazföldi élőlényének.
Nagy-Britanniában nagyon gyorsan nő: Skóciában a legnagyobb példány 150 éves, és már több mint 54 m magas.
A fiatal növények 12 éves korukban érlelik első tobozaikat. Toboza az első évben fölálló, a második évtől lecsüng (Józsa). 18–24 hónap alatt érik be, és akár húsz évig is a fán maradhat. A sötétbarna magok 3–6 mm-esek, 1 mm vastagok, mindkét szélükön 1 mm-es szárnnyal. Egy toboz átlagosan 230 magot tartalmaz. Néhány mag kihullik a forró nyári napokon, amikor a toboz kissé összetöpped, de a többségük csak akkor szabadul ki, ha a toboz erdőtűz vagy rovarkár miatt kiszárad. Egy-egy nagyobb példány akár 11 000 tobozt is érlelhet 300 000–400 000 maggal. A szárnyas magok az anyanövénytől akár 180 méterre is elröpülhetnek. A magvak kiszabadulását két állat:
- a Phymatodes nitidus nevű bogár és
- a Douglas-mókus is segíti.

A bogár a fa tobozaiba rakja petéit, és a kifejlődő lárvák kacskaringós járatokat rágnak a tobozba. Ezzel felborítják annak vízháztartását, és a toboz kiszárad. A mókus a fa húsos, zöld tobozait rágcsálja, és eközben ugyancsak kihullhat néhány mag.
Bár a magok a tűleveles, nedves humuszon is kikelnek, de elpusztulnak nyáron, amikor az avar kiszárad. A magoncok csak sok ásványi anyagot tartalmazó termőtalajon, teljes napfényben fejlődnek rendesen. Az egyéb növényfajokkal eleinte kevéssé versenyképesek, ezért általában csak erdőtűz után tudnak kifejlődni. A tűz után maradó hamu egyúttal az ultraibolya sugarak káros hatásától is óvja a magokat.

## Felhasználása
Kedvelt díszfa a világ számos táján. Jól nevelhető Nyugat- és Dél-Európában, Chilében, Ausztrália délkeleti részén, Új-Zélandon és természetesen Észak-Amerika egyes részein.

## Magyarországi arborétumokban
Legnagyobb, magyar arborétumokban nyilvántartott példányai:
- Törzs körmérete: 712 cm (2007-ben), magassága: 38 m : Iharosberény[2] kiszáradt, 2018-ban kivágták.
- Törzs körmérete: 663 cm (2007-ben): Iharosberény
- Törzs körmérete: 624 cm (2007-ben): Gencsapáti
- Törzs körmérete: 550 cm (2013-ban): Szarvas[3]

## Képek

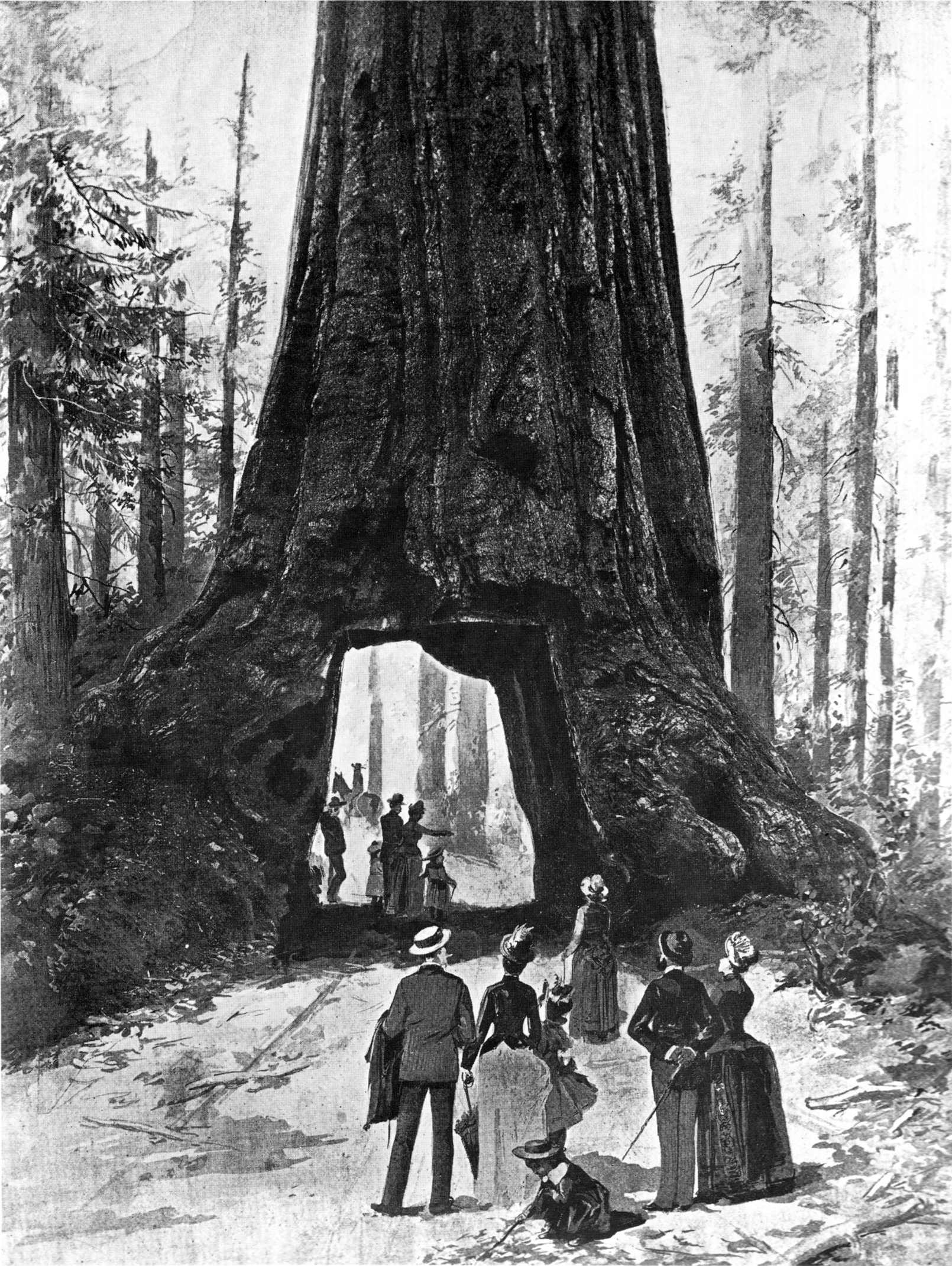
A „Wawona Tunnel Tree”(wd) nevű mamutfenyő egy 1887-ben készült festményen
A „Wawona” mamutfenyő egy sztereogram-on, 1897-ben
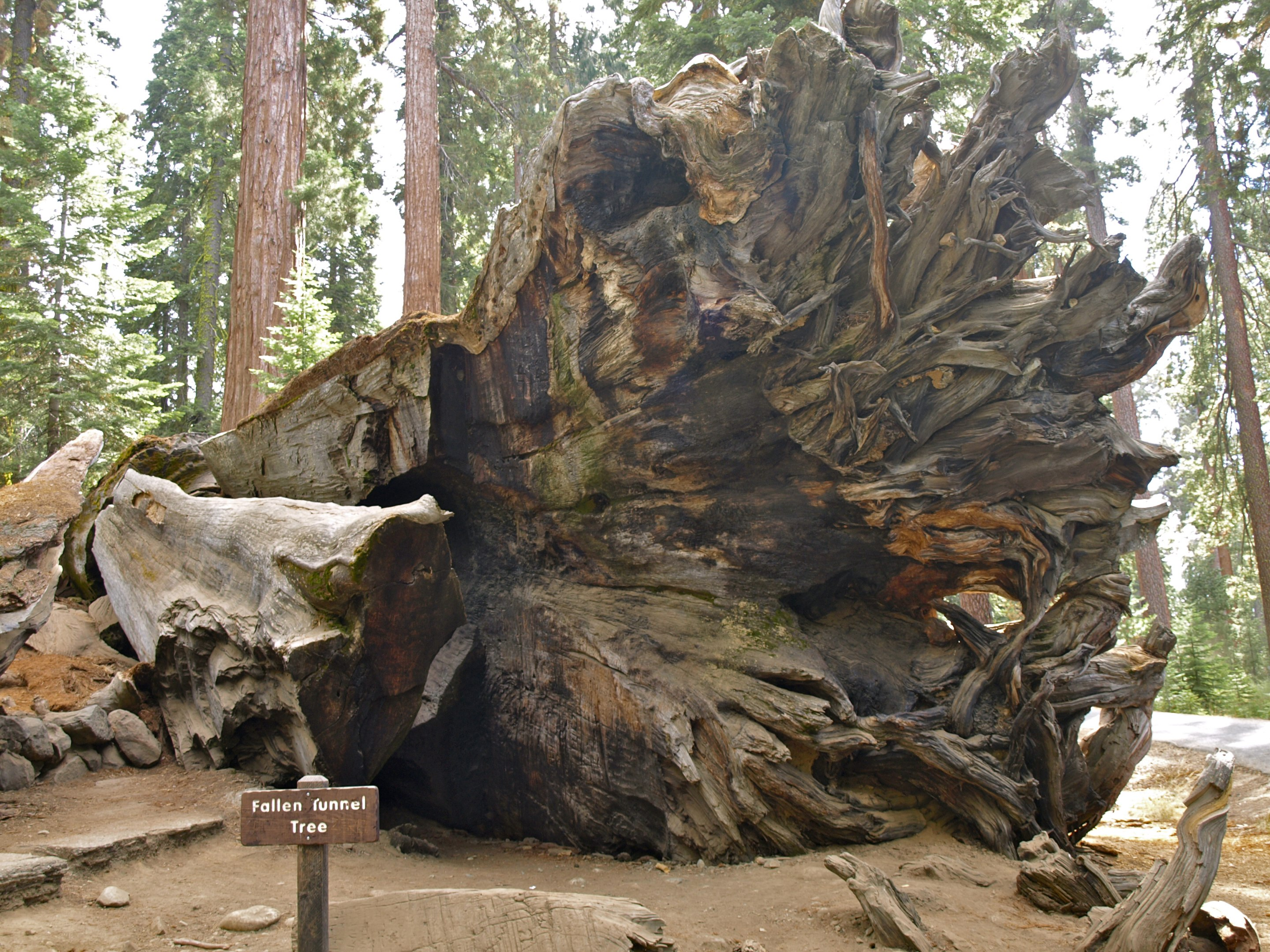
A kidőlt „Wawona” mamutfenyő a Yosemite Nemzeti Parkban (2012)
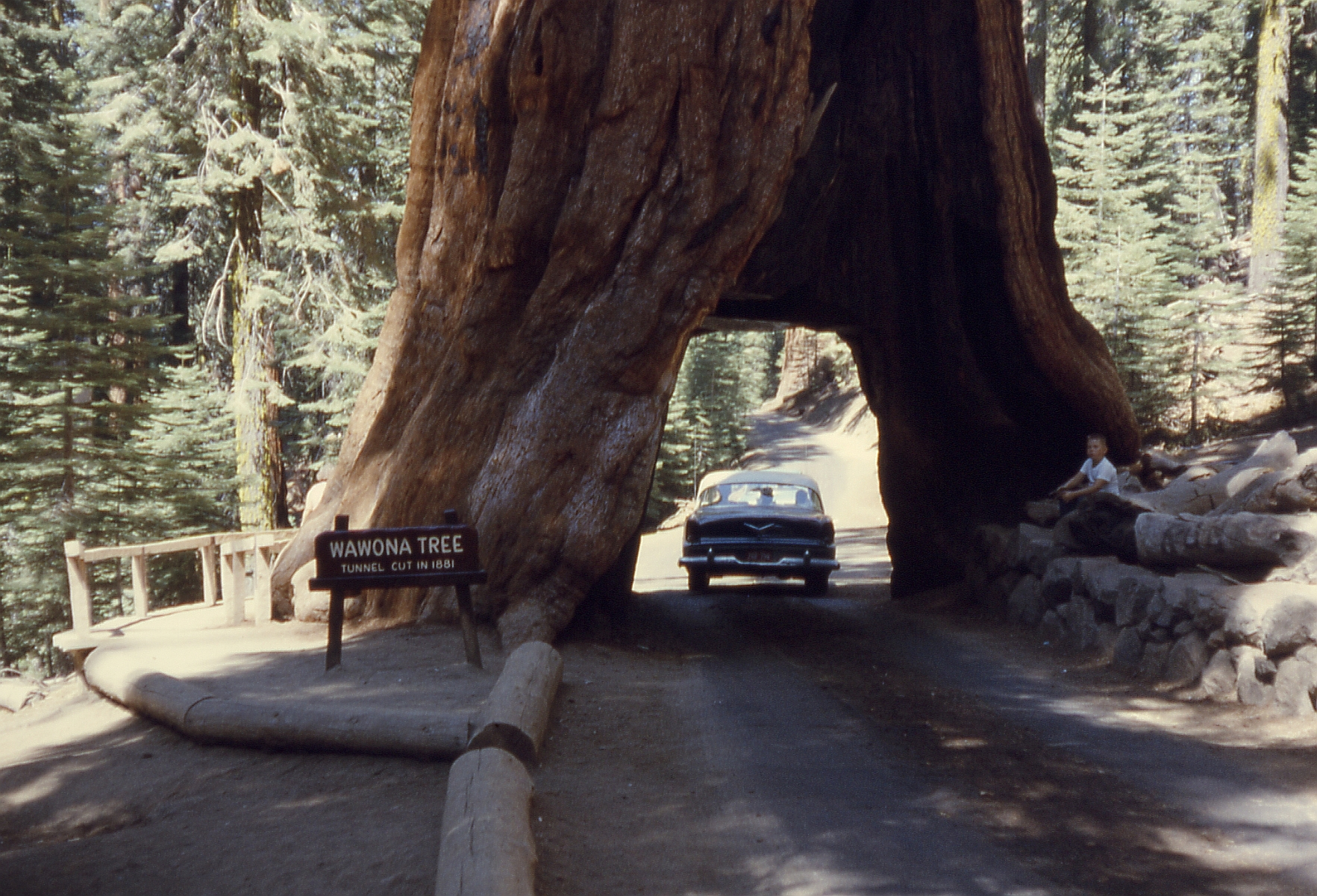
Az „alagútfenyő” 1962-ben. A Wawona-fa 2100 éves korában 1969-ben kidőlt a hó súlya és a felázott talaj miatt. Élő óriásfába azóta nem fúrtak alagutat
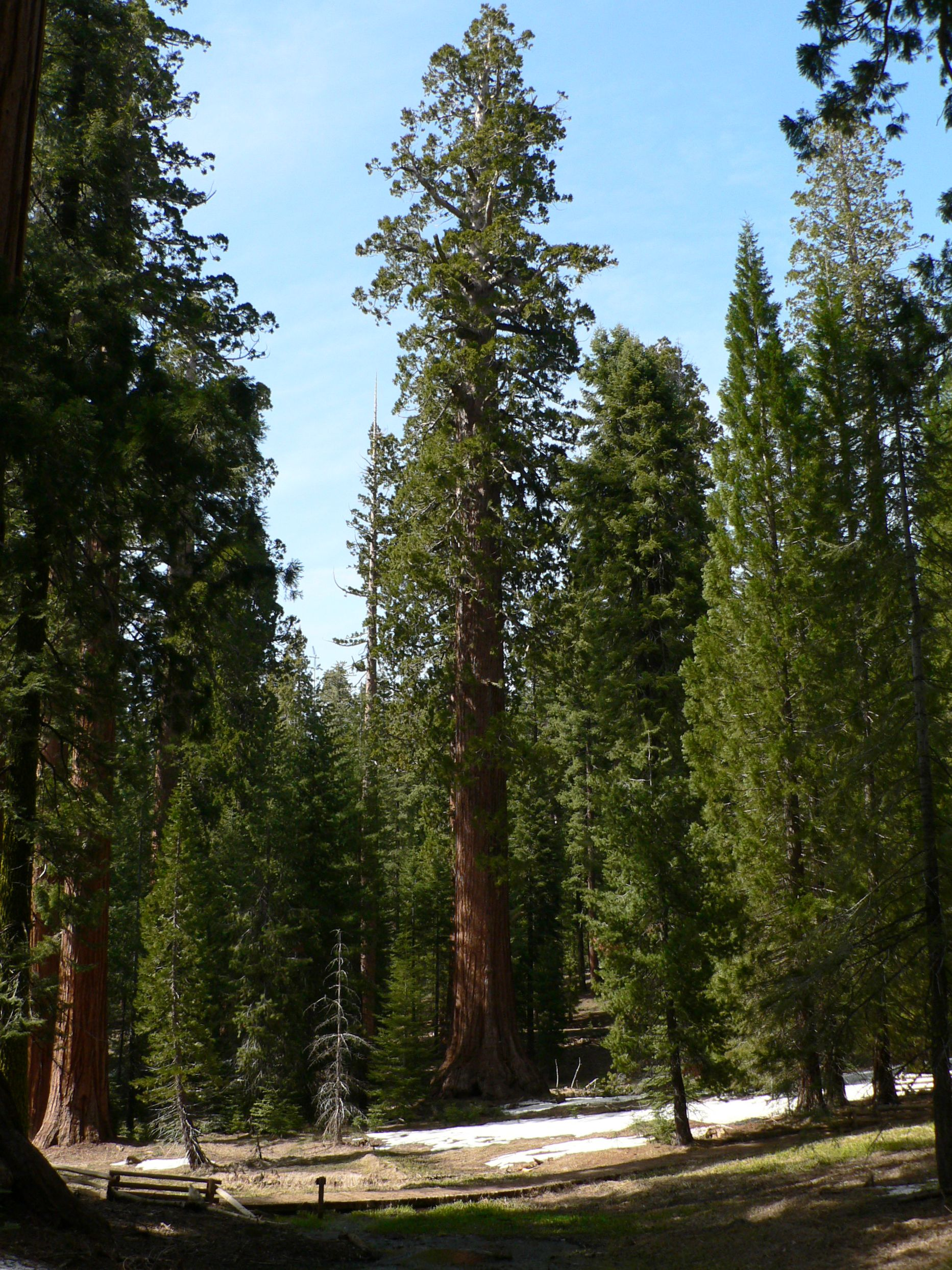
Termőhelyén
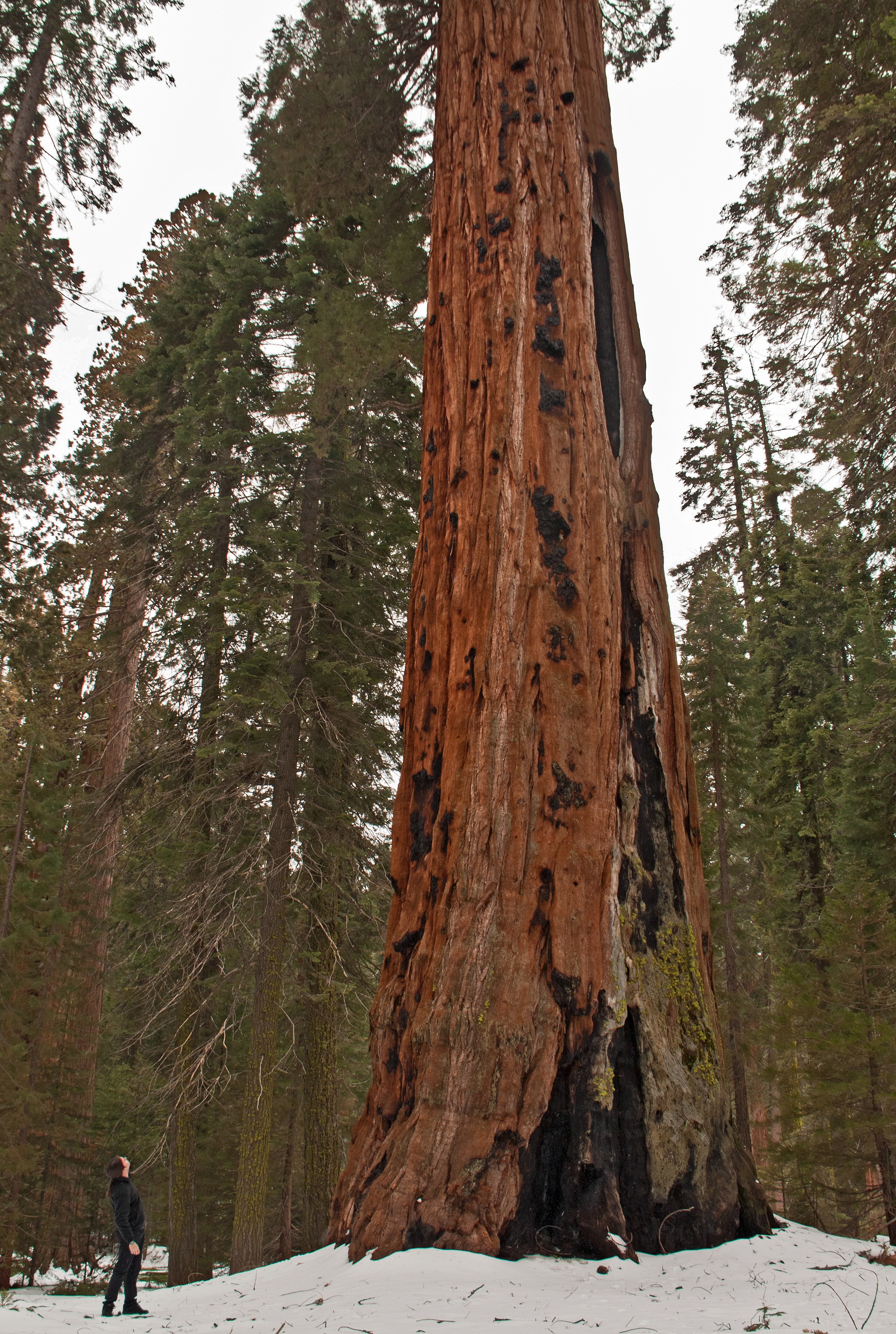
törzse
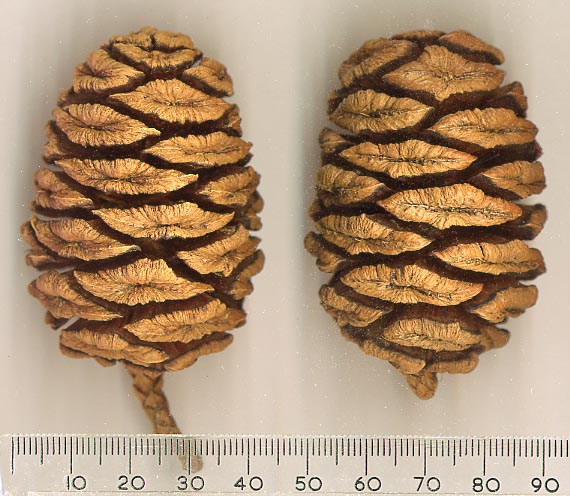
toboza
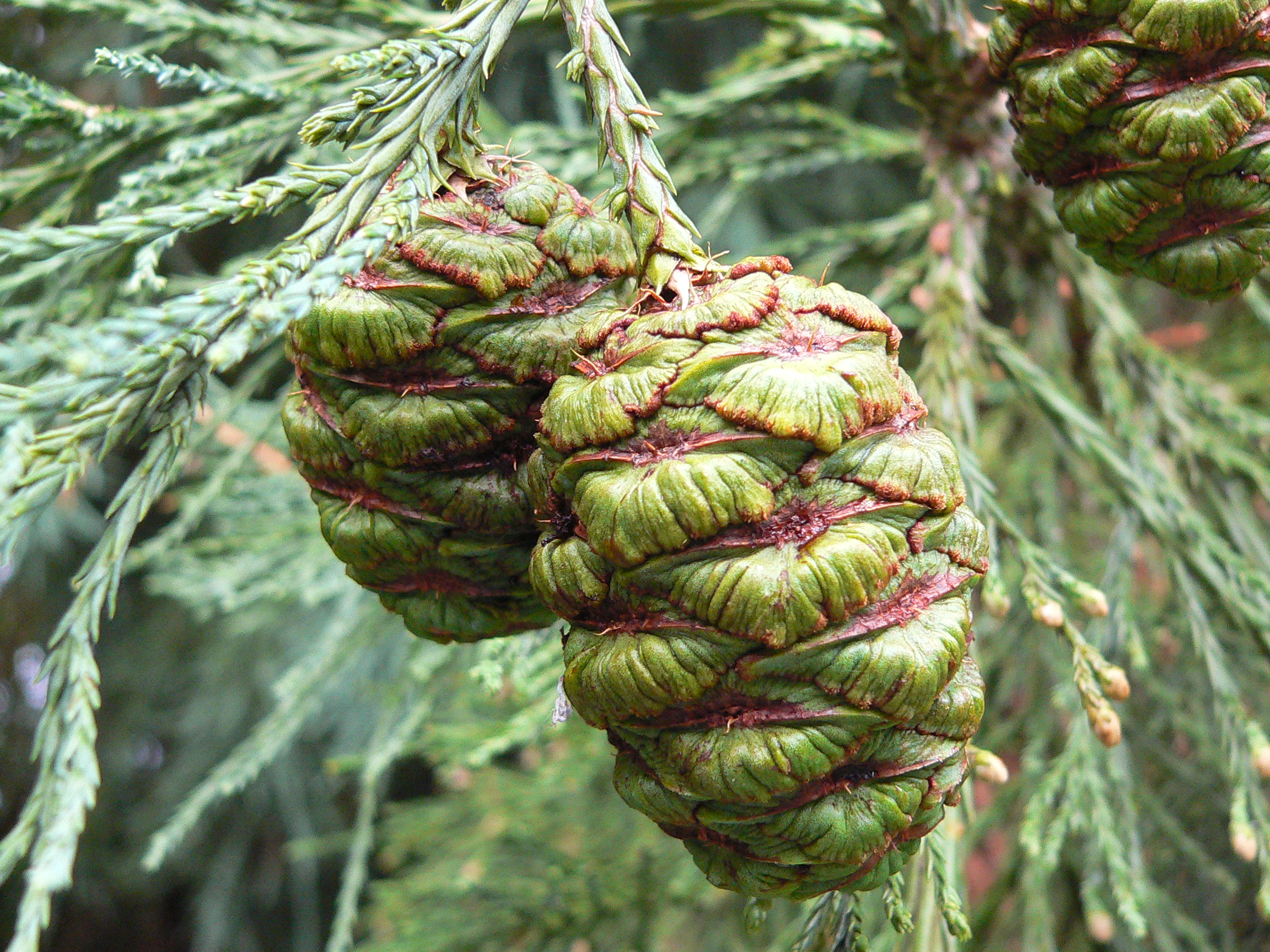
levele és toboza
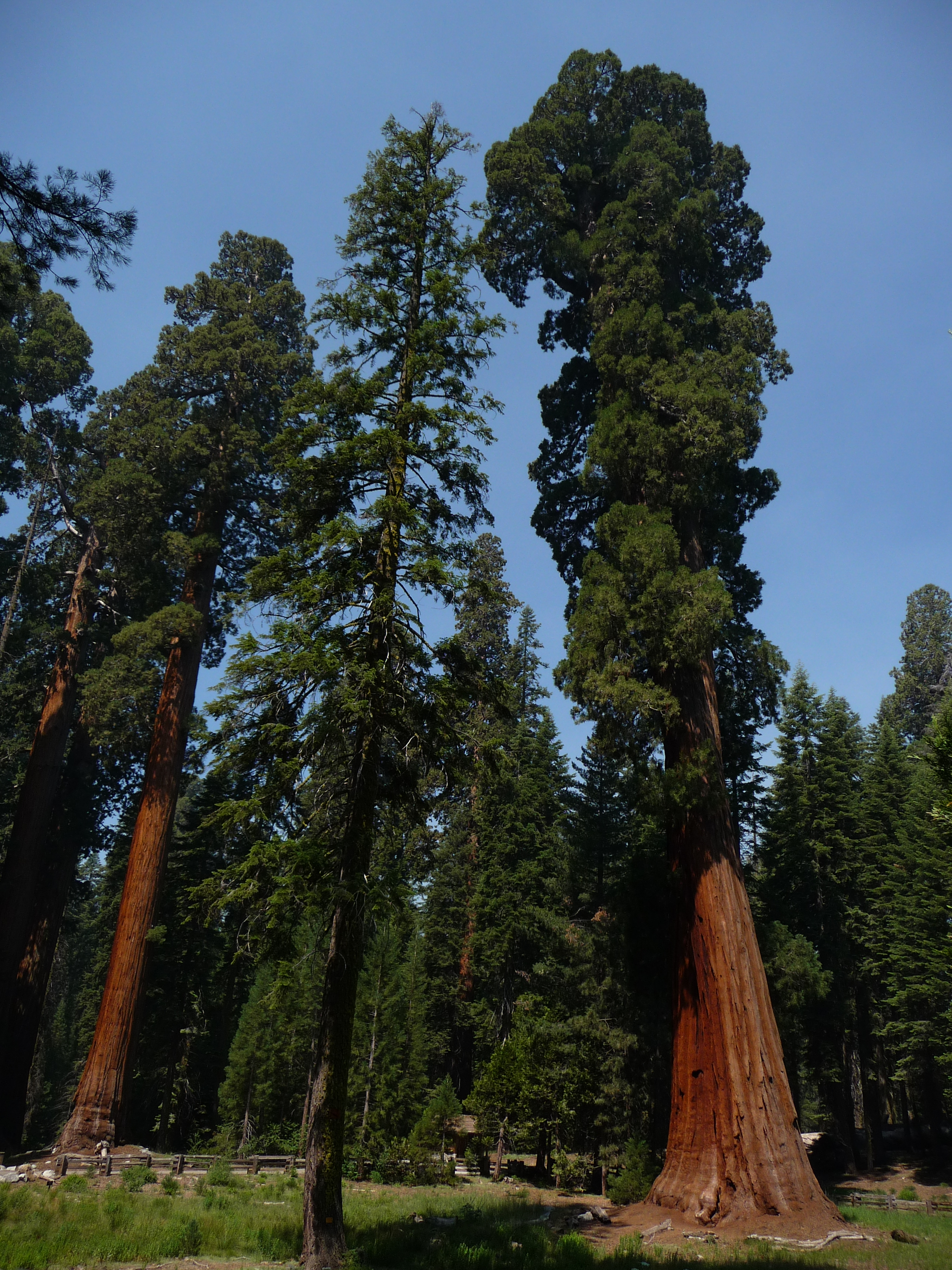
habitusa